# Harmadfokú egyenlet

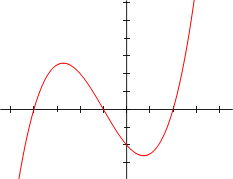
Egy harmadfokú függvény grafikonja, itt a gyököket a függvény x tengellyel való metszéspontjai jelentik (y = 0).

A matematikában harmadfokú egyenlet minden olyan egyenlet, amelynek egyik oldala ekvivalens algebrai átalakításokkal nullává tehető (redukálható) úgy, hogy másik oldalán harmadfokú polinom szerepeljen.
Ha az egyenlet egyismeretlenes, akkor ez azt jelenti, hogy a nullával szembeni oldalán az ismeretlen előforduló legmagasabb hatványa a köb (a köb a legmagasabb hatvány, ami szerepelhet, és az valóban szerepel is).
A harmadfokú egyenletek megoldása folyamatosan fejlődött az évszázadok alatt. Omar Hajjám – egy 11-12. századi perzsa tudós – olyan geometriai megoldást talált, amely körzővel és vonalzóval nem, csak egy kellően pontos parabola segítségével végezhető el. Az algebrai – azaz tetszőleges pontosságot lehetővé tevő, zárt alakú –  megoldás 16. századi itáliai matematikusok nevéhez fűződik. 
Az Itáliában kidolgozott általános algebrai megoldás jelentősége, hogy életre hívta a képzetes, ill. komplex számokat, kiteljesítette a számfogalmat, közvetve hatott a test- és csoportelmélet, a komplex függvénytan, a kvaterniók, a hiperkomplex számok megszületésére.

## Általánosan
Az egyismeretlenes harmadfokú egyenletek általános alakja:
ahol {\displaystyle a\neq 0\,} (ha az a = 0, akkor egy legfeljebb másodfokú egyenlethez jutunk).
Az a, b, c és d betűket együtthatóknak nevezzük: az a x³ együtthatója (a főegyüttható), a b x² együtthatója, a c x együtthatója és d a konstans együttható.

## Megoldása
A harmadfokú egyenlet megoldóképletét a 16. század elején fedezték fel itáliai matematikusok. Ez volt az első eset, hogy az európai matematika jelentősen túlhaladt az ókori aritmetika és az arab algebra eredményein. Bár már régóta több kultúrkörben ismeretesek voltak iterációs eljárások, melyekkel bármely (egész) fokszámú egyenlet egy gyöke meghatározható, a másodfokú egyenlet megoldása pedig több évezredes volt, Luca Pacioli (ő számította ki Leonardo da Vinci részére, hogy mennyi bronz szükséges a lovasszobrához) 1494-ben megjelent könyvében még lehetetlennek tartotta a következő típusú egyenletek megoldását:
{\displaystyle {ax^{3}+bx^{2}=d\,\!}}
{\displaystyle {ax^{3}+cx=d}\,\!}
{\displaystyle {ax^{3}+bx^{2}+cx=d}\,\!}
Abban az időben még nem fogadták el „igazi” számnak a negatív számokat, az egyenleteket mindig pozitív együtthatókkal írták föl, a gyököket is csak a pozitív számok közt keresték. A másodfokú egyenleteknek is öt típusát különböztették meg, ezek megoldását is külön tárgyalták. Éppen a harmadfokú egyenlet megoldása közben felmerült kérdések vezettek a számfogalom erőteljes kiszélesítéséhez.
Az egyenletek megoldásának egyik fő motivációját a korszak számolóversenyei jelentették. A reneszánsz Itáliájában fontosak voltak tudományok és a kereskedelem, és az ennek alapjául szolgáló matematikát is nagy becsben tartották. Kialakult az a szokás, hogy művelt emberek, például egyetemi professzorok egyfajta sajátos lovagi tornán, szöveges feladatok formájában megfogalmazott nehéz egyenletek megoldásában mérik össze erejüket („Egy kereskedő zafírt adott el, haszna köbgyöke volt annak az összegek, amelyért a követ vásárolta. Összesen 500 dukátot kapott a kőért: mekkora volt a haszna?”). Az összecsapásokat a művelt elit figyelemmel kísérte, a győztes nagy jutalmakra számíthatott a gazdagabb nemesektől, de esetenként akár egyetemi katedrát is kaphatott.
Az első eredményt Scipione del Ferro érte el: megoldotta az
{\displaystyle {ax^{3}+cx=d}\,\!}
egyenletet. Eredményét titokban tartotta. Niccolò Tartaglia 1535-ben megoldotta ugyanezt, továbbá az
{\displaystyle {ax^{3}=cx+d}\,\!}
alakút is, az
{\displaystyle {X^{3}+d=cX}\,\!}
–re kijelentette, hogy ugyanúgy kell eljárni, mint az előzőnél. Gerolamo Cardano magától Tartagliától és del Ferro vejétől ismerte meg a képletet, mely az ő könyvében 1545-ben jelent meg nyomtatásban először. Cardano és tanítványa, Ludovico Ferrari e műben bizonyítja, hogy alkalmas helyettesítéssel bármely harmadfokú egyenlet valamely Tartaglia-féle alakra hozható. Ugyanebben a műben található Ferrari negyedfokú egyenletekre adott megoldása is.
Ha egy valós gyök van, vagy van többszörös valós gyök, akkor az egyenlet valós gyökei a komplex számok használata nélkül is megoldható. De ha az összes gyök valós, és egyszeres, akkor gyökjelekkel csak a komplex számokon keresztül juthatunk el hozzájuk. Ez a casus irreducibilis.

## Viète-formulák
{\displaystyle x_{1}+x_{2}+x_{3}=-{\frac {b}{a}}}
{\displaystyle x_{1}x_{2}+x_{1}x_{3}+x_{2}x_{3}={\frac {c}{a}}}
{\displaystyle x_{1}x_{2}x_{3}=-{\frac {d}{a}}}

## Képlet és levezetés

### Tartaglia-féle alakra hozás
Első lépésben bemutatjuk, hogy bármely harmadfokú egyenlet átalakítható {\displaystyle {y^{3}+py+q=0}\,\!} alakúvá. (Ezt bizonyította Ludovico Ferrari.)
Az általános harmadfokú egyenlet nullára rendezett alakja:
{\displaystyle {ax^{3}+bx^{2}+cx+d=0}\,\!}      (1)
Az egyenlet mindkét oldalát leosztjuk {\displaystyle {a}\,\!}-val: (Ez biztosan megtehető, nem történik nullával való osztás, hisz harmadfokú egyenlet esetén {\displaystyle a\neq 0\,}.)
{\displaystyle {x^{3}+{\frac {b}{a}}x^{2}+{\frac {c}{a}}x+{\frac {d}{a}}=0}\,\!}
Az alábbi egyenlet a hatványozás és szorzások elvégzése után pontosan a fentit adja, tehát a fentit átírhatjuk ebbe az alakba:
{\displaystyle {\left(x+{\frac {b}{3a}}\right)^{3}+\left(x+{\frac {b}{3a}}\right)\left({\frac {c}{a}}-{\frac {b^{2}}{3a^{2}}}\right)+{\frac {d}{a}}+{\frac {2b^{3}}{27a^{3}}}-{\frac {bc}{3a^{2}}}=0}\,\!}
Végezzük el a következő behelyettesítéseket:
- {\displaystyle {y=x+{\frac {b}{3a}}}\,\!}
- {\displaystyle {p={\frac {c}{a}}-{\frac {b^{2}}{3a^{2}}}}\,\!}
- {\displaystyle {q={\frac {d}{a}}+{\frac {2b^{3}}{27a^{3}}}-{\frac {bc}{3a^{2}}}}\,\!}

Így kapjuk meg a következő egyenletet:
{\displaystyle {y^{3}+py+q=0}\,\!}            (2)
Tehát tetszőleges harmadfokú egyenlet Tartaglia-féle alakra hozható.

### Cardano- vagy Tartaglia-képlet
Scipione del Ferro és Tartaglia bizonyította be, hogy a (2) alakú harmadfokú egyenletek (egyik) megoldását kiadja az alábbi képlet:
{\displaystyle {y={\sqrt[{3}]{-{\frac {q}{2}}+{\sqrt {\left({\frac {q}{2}}\right)^{2}+\left({\frac {p}{3}}\right)^{3}}}}}+{\sqrt[{3}]{-{\frac {q}{2}}-{\sqrt {\left({\frac {q}{2}}\right)^{2}+\left({\frac {p}{3}}\right)^{3}}}}}}\,\!}      (3)    (Cardano- vagy Tartaglia-képlet)
Ennek levezetése az alábbi:
Írjuk föl az ismeretlent két tag összegeként:
{\displaystyle {y=u+v}\,\!}
Ebből:
{\displaystyle {y^{3}=(u+v)^{3}=u^{3}+3u^{2}v+3uv^{2}+v^{3}}\,\!}
Átrendezve:
{\displaystyle {(u+v)^{3}-3uv(u+v)-(u^{3}+v^{3})=0}\,\!}
Ezt (2)-vel összevetve a tényezők egyenlőségéből következik:
{\displaystyle {p=-3uv}\,\!}
{\displaystyle {q=-u^{3}-v^{3}}\,\!}
Az elsőt átrendezve megkapjuk, hogy {\displaystyle {u=-p/3v}\,\!}, melyet behelyettesítve a másodikba a következőhöz jutunk:
{\displaystyle {v^{6}+qv^{3}-\left({\frac {p}{3}}\right)^{3}=0}\,\!}
Ez egy másodfokú egyenlet {\displaystyle {v^{3}}}-re, amiből a másodfokú egyenlet megoldóképletével megkapjuk a két megoldást:
{\displaystyle {v^{3}=-{\frac {q}{2}}\pm {\sqrt {\left({\frac {q}{2}}\right)^{2}+\left({\frac {p}{3}}\right)^{3}}}}\,\!}
Ugyanezt kapjuk, ha {\displaystyle {u}\,\!} helyett {\displaystyle {v}\,\!}-t helyettesítjük be, és mivel a kettőt nem különböztetjük meg, vehetjük, hogy:
{\displaystyle {v^{3}=-{\frac {q}{2}}+{\sqrt {\left({\frac {q}{2}}\right)^{2}+\left({\frac {p}{3}}\right)^{3}}}}\,\!}
{\displaystyle {u^{3}=-{\frac {q}{2}}-{\sqrt {\left({\frac {q}{2}}\right)^{2}+\left({\frac {p}{3}}\right)^{3}}}}\,\!}
Mivel {\displaystyle {y=u+v={\sqrt[{3}]{u^{3}}}+{\sqrt[{3}]{v^{3}}}}\,\!}, ezért a (2) egyenlet megoldása:
{\displaystyle {y={\sqrt[{3}]{-{\frac {q}{2}}+{\sqrt {\left({\frac {q}{2}}\right)^{2}+\left({\frac {p}{3}}\right)^{3}}}}}+{\sqrt[{3}]{-{\frac {q}{2}}-{\sqrt {\left({\frac {q}{2}}\right)^{2}+\left({\frac {p}{3}}\right)^{3}}}}}}\,\!}

### További gondolatok konkrét példákon keresztül
Elsőként lássuk, ha egy valós gyök van:
{\displaystyle {y^{3}-2y-4=0}\,\!}
A képletbe behelyettesítve {\displaystyle {p=-2}} és {\displaystyle {q=-4}} értékeket:
{\displaystyle {y={\sqrt[{3}]{{\frac {4}{2}}+{\sqrt {\left({\frac {4}{2}}\right)^{2}-\left({\frac {2}{3}}\right)^{3}}}}}+{\sqrt[{3}]{{\frac {4}{2}}-{\sqrt {\left({\frac {4}{2}}\right)^{2}-\left({\frac {2}{3}}\right)^{3}}}}}}\,\!=2}
Ezzel a példával tehát nincs semmi probléma.
A következő példának azonban két megoldása van:
{\displaystyle {y^{3}-3y+2=0}\,\!}      (5)
A képletbe behelyettesítve {\displaystyle {p=-3}} és {\displaystyle {q=2}} értékeket:
{\textstyle {y={\sqrt[{3}]{{\frac {-2}{2}}+{\sqrt {\left({\frac {2}{2}}\right)^{2}-\left({\frac {3}{3}}\right)^{3}}}}}+{\sqrt[{3}]{{\frac {-2}{2}}-{\sqrt {\left({\frac {2}{2}}\right)^{2}-\left({\frac {3}{3}}\right)^{3}}}}}={\sqrt[{3}]{-1}}+{\sqrt[{3}]{-1}}=-2}\,\!}.
Csakhogy az egyenletnek az 1 is megoldása, melyet az egyenlet gyöktényezőkre bontott alakja is mutat: {\displaystyle {(y-1)(y-1)(y+2)=0}\,\!}. (Az 1 kettős gyök.)
A XVI. század első felében a negatív gyököket nem vették figyelembe, így számukra csak az 1 a megoldás. A képlet levezetése logikailag hibátlan, így érthetetlen volt, hogy az 1-et nem adja ki.
Tekintsük most a következő példát, amelynek három megoldása is van (1, 2 és -3):
{\displaystyle {y^{3}-7y+6=0}\,\!}      (6)
A megoldóképletbe behelyettesítve azonban a gyök alatt negatív értéket kapunk, így a képlet eredménye nem számítható ki:
{\displaystyle {3^{2}-\left({\frac {7}{3}}\right)^{3}\approx -3{,}7}\,\!}.
És mindig ez történik, ha három különböző valós gyök van. Elképzelhető azok zavara, akik igyekeztek megkerülni a negatív számok használatát, most pedig négyzetgyököt kellett vonniuk belőlük. Cardano is sokat foglalkozott ezzel az esettel, de komolyabb eredményt nem ért el. Helyesen feltételezte, hogy a
{\displaystyle {{\sqrt[{3}]{A+{\sqrt {-D}}}}=r+{\sqrt {s}}}\,\!}
és
{\displaystyle {{\sqrt[{3}]{A-{\sqrt {-D}}}}=r-{\sqrt {s}}}\,\!}
alakú, mert csak így tűnhet el a két tag összegéből a negatív szám négyzetgyöke. Raffaello Bombelli folytatta a gondolatmenetét. Ő a negatív számok négyzetgyökét is számnak tekintette, definiálva a velük való négy alapműveletet – de nem tudta értelmezni a komplex számokon a gyökvonást. Szabályai tulajdonképpen megmagyarázták a (6). típusú egyenlet megoldóképletének viselkedését: a két köbgyök két konjugált komplex számot ad, ezek összegéből pedig a képzetes rész kiesik. Ám ezen szabályok ismeretében sem tudta a (6). típusú egyenlet gyökeit kiszámítani.
De Bombelli szabályaival, a komplex számok mélyebb ismerete nélkül is föloldható az (5). típusú egyenletnél tapasztalt nehézség. Mai jelöléssel ({\displaystyle i={\sqrt {-1}}}, {\displaystyle {a,b}} valós):
Legyen
{\displaystyle {(a+bi)^{3}=-1=-1+0i}\,\!}
másrészt
{\displaystyle {(a+bi)^{3}=a^{3}+3a^{2}bi-3ab^{2}-b^{3}i=a^{3}-3ab^{2}+(3a^{2}b-b^{3})i}\,\!}
tehát:
{\displaystyle {a^{3}-3ab^{2}=-1}\,\!},    (7)
és
{\displaystyle {3a^{2}b-b^{3}=0}\,\!}.    (8)
(8)-ból ha {\displaystyle {b}} nem 0, akkor:
{\displaystyle {b^{2}=3a^{2}}\,\!},
(7)-be behelyettesítve:
{\displaystyle {8a^{3}=1}\,\!}
innen
{\displaystyle {a={\frac {1}{2}}}\,\!}, {\displaystyle {b_{1}={\frac {\sqrt {3}}{2}}}\,\!}, {\displaystyle {b_{2}=-{\frac {\sqrt {3}}{2}}}\,\!}.
Tehát
{\displaystyle {u={\frac {1}{2}}+\left({\frac {\sqrt {3}}{2}}\right)i}\,\!}{\displaystyle ,{v={\frac {1}{2}}-\left({\frac {\sqrt {3}}{2}}\right)i}\,\!}
{\displaystyle {y=u+v=1}\,\!}.
A fenti gondolatmenetbe {\displaystyle {-1}} helyett bármely valós számot írhatunk, így
{\displaystyle {a=-{\frac {\sqrt[{3}]{\mathbf {R} }}{2}}}},    {\displaystyle {b_{1}=\left({\frac {\sqrt {3}}{2}}\right){\sqrt[{3}]{\mathbf {R} }}}\,\!},    {\displaystyle {b_{2}=-\left({\frac {\sqrt {3}}{2}}\right){\sqrt[{3}]{\mathbf {R} }}}}.
Tehát:
{\displaystyle {y=u+v=-{\frac {\sqrt[{3}]{\mathbf {R} }}{2}}\,+\left(\left({\frac {\sqrt {3}}{2}}\right){\sqrt[{3}]{\mathbf {R} }}\right)i\,-{\frac {\sqrt[{3}]{\mathbf {R} }}{2}}\,-\left(\left({\frac {\sqrt {3}}{2}}\right){\sqrt[{3}]{\mathbf {R} }}\right)i\,=-2\left({\frac {\sqrt[{3}]{\mathbf {R} }}{2}}\right)=-{\sqrt[{3}]{\mathbf {R} }}}\,\!}.
Mindez következik a gyöktényezős alakból is: mivel {\displaystyle {y^{2}}} együtthatója {\displaystyle {0}}, így {\displaystyle {y_{1}+y_{2}+y_{3}=0}}, jelen esetben kettős gyök van, tehát {\displaystyle {y_{1}+y_{2}=-y_{3}}}, vagyis {\displaystyle {-2y_{1}=y_{3}}}.
Persze abban az időben (mivel kerülték a negatív együtthatók használatát) nem rendezték 0-ra az egyenleteket, így a gyöktényezős alakot sem ismerhették.
Tehát az (5). típusú egyenlet minden gyöke kiszámítható ilyen egyszerűen.
A (6). típusú egyenletet Bombelli ily módon azért nem oldhatta meg, mert ott a hasonlóan felírt egyenletrendszer ismét harmadfokú egyenletre vezet.
A harmadfokú egyenlet rutinszerű megoldásának a komplex számok elméletének kidolgozása volt a feltétele. Ez legfőképp Carl Friedrich Gauss érdeme.
Miután az i-t -1 négyzetgyökeként definiálták, felmerült a kérdés, hogy vajon -1 logaritmusa is definiálható-e értelmesen. A választ Leonhard Euler adta meg: {\displaystyle {\ln(-1)=i\pi }} esetén a komplex számok között is bevezethető a logaritmusfüggvény.

## Algoritmus
Az {\displaystyle ax^{3}+bx^{2}+cx+d=0} harmadfokú egyenlet általános megoldására alkalmazható az alábbi Python függvény. A függvény bemenő paraméterei az {\displaystyle a,\,b,\,c,\,d} együtthatók, melyek mindegyike valós vagy komplex szám ({\displaystyle a\neq 0}). A függvény három értékkel tér vissza: {\displaystyle x_{0},\,x_{1},\,x_{2}}, melyek a harmadfokú egyenlet megoldásai. Mindegyik visszaadott érték complex típusú. A valós megoldások {\displaystyle x+0j} alakúak. 

Az algoritmus a General cubic formula egy javított változata alapján készült.  
```
import
 
math

import
 
cmath

def
 
megoldas
(
a
,
 
b
,
 
c
,
 
d
):

    
def
 
kobgyok
(
z
):

        
r
,
 
p
 
=
 
cmath
.
polar
(
z
)

        
return
 
cmath
.
rect
(
math
.
pow
(
r
,
 
1
/
3
),
 
p
/
3
)

    
D0
 
=
 
b
**
2
 
-
 
3
*
a
*
c

    
D1
 
=
 
2
*
(
b
**
3
)
 
-
 
9
*
a
*
b
*
c
 
+
 
27
*
(
a
**
2
)
 
*
 
d

    
#A numerikus pontosság érdekében megkeressük a legnagyobb abszolútértékű C-t

    
C1
 
=
 
kobgyok
((
D1
 
+
 
cmath
.
sqrt
(
D1
**
2
 
-
 
4
*
(
D0
**
3
)))
 
/
 
2
)

    
C2
 
=
 
kobgyok
((
D1
 
-
 
cmath
.
sqrt
(
D1
**
2
 
-
 
4
*
(
D0
**
3
)))
 
/
 
2
)

    
if
 
abs
(
C1
)
 
>
 
abs
(
C2
):

        
C
 
=
 
C1

    
else
:

        
C
 
=
 
C2

    
x
 
=
 
[]

    
if
 
C
 
!=
 
0
:

        
ksi
 
=
 
(
-
1
 
+
 
cmath
.
sqrt
(
-
3
))
 
/
 
2

        
for
 
k
 
in
 
range
(
3
):

            
x
.
append
(
-
1
/
(
3
*
a
)
 
*
 
(
b
 
+
 
(
ksi
**
k
)
*
C
 
+
 
D0
/
((
ksi
**
k
)
 
*
 
C
)))

    
else
:

        
for
 
k
 
in
 
range
(
3
):

            
x
.
append
(
-
1
/
(
3
*
a
)
 
*
 
b
)

    
return
 
x
[
0
],
 
x
[
1
],
 
x
[
2
]

```

Összefoglalva
- Az {\displaystyle a{{x}^{3}}+b{{x}^{2}}+cx+d=0} általános harmadfokú egyenlet az {\displaystyle x=-{\frac {b}{3a}}+X} helyettesítéssel

{\displaystyle {{X}^{3}}+\overbrace {\frac {27{{a}^{2}}c-9a{{b}^{2}}}{27{{a}^{3}}}} ^{A}X+\overbrace {\frac {2{{b}^{3}}-9abc+27{{a}^{2}}d}{27{{a}^{3}}}} ^{B}=0}
formára hozható.
- Az {\displaystyle {{X}^{3}}+AX+B=0} tipusú egyenlet gyökei pedig:

{\displaystyle \left.{\begin{aligned}&{{X}_{1}}={{y}_{1}}+{{y}_{2}}\\&{{X}_{2,3}}=-{\frac {1}{2}}\left({{y}_{1}}+{{y}_{2}}\right)\pm {\frac {i{\sqrt {3}}}{2}}\left({{y}_{1}}-{{y}_{2}}\right)\\\end{aligned}}\right\}}
ahol {\displaystyle {{y}_{1,2}}={\sqrt[{3}]{-{\frac {B}{2}}\pm {\sqrt {{{\left({\frac {B}{2}}\right)}^{2}}+{{\left({\frac {A}{3}}\right)}^{3}}}}}}}
Jelölés: {\displaystyle \Delta ={{\left({\frac {B}{2}}\right)}^{2}}+{{\left({\frac {A}{3}}\right)}^{3}}}
- Ha {\displaystyle \Delta \geq 0}, akkor a gyökvonás elégezhatő és az egyenletnek mindig egy valós és két konjugált komplex(egymás tükörképei) megoldása lesz:

{\displaystyle {{x}_{1}}=-{\frac {b}{3a}}+{\sqrt[{3}]{-{\frac {B}{2}}+{\sqrt {\Delta }}}}+{\sqrt[{3}]{-{\frac {B}{2}}-{\sqrt {\Delta }}}}}
{\displaystyle {{x}_{2,3}}=-{\frac {b}{3a}}-{\frac {1}{2}}\left({\sqrt[{3}]{-{\frac {B}{2}}+{\sqrt {\Delta }}}}+{\sqrt[{3}]{-{\frac {B}{2}}-{\sqrt {\Delta }}}}\right)\pm i\cdot {\frac {\sqrt {3}}{2}}\left({\sqrt[{3}]{-{\frac {B}{2}}+{\sqrt {\Delta }}}}-{\sqrt[{3}]{-{\frac {B}{2}}-{\sqrt {\Delta }}}}\right)}
- Ha viszont {\displaystyle \Delta <0}, akkor másképp kell számolni, és az eredmény mindig valós lesz:

{\displaystyle {{x}_{1}}=-{\frac {b}{3a}}+2\cdot {\sqrt {-A/3}}\cdot \cos \left({\frac {1}{3}}\arccos {\frac {-B/2}{\sqrt {{\left(-A/3\right)}^{3}}}}\right)}
{\displaystyle {{x}_{2,3}}=-{\frac {b}{3a}}+2\cdot {\sqrt {-A/3}}\cdot \cos \left({\frac {2\pi }{3}}\pm {\frac {1}{3}}\arccos {\frac {-B/2}{\sqrt {{\left(-A/3\right)}^{3}}}}\right)}